# Tripogon ekmanii
Tripogon ekmanii är en gräsart som beskrevs av Elisa G. Nicora och Sulma Zulma E. Rúgolo de Agrasar. Tripogon ekmanii ingår i släktet Tripogon och familjen gräs. Inga underarter finns listade i Catalogue of Life.